# ファイティングエンターテインメント WRESTLE-1
ファイティングエンターテインメント WRESTLE-1（ファイティングエンターテインメント・レッスルワン）は、GAORA製作のWRESTLE-1中継の題名である。

## 概要
- 2013年に全日本プロレスから分裂する形で武藤敬司が旗揚げしたWRESTLE-1。この番組はWRESTLE-1のビッグマッチや月1回行われる後楽園ホール大会の中継を行うものである。おおむね1-2週間後の録画放送となるが、旗揚げ戦は生中継された。また、場合によってはUSTREAMやニコニコ生放送でPPV生放送を行う場合もある。
- なお、GAORAは全日本プロレス中継であるALLJAPAN B-Banquetを放送していたが、本番組開始後も継続放送されている。

## 解説・実況
- 解説 鈴木健.txt（元週刊プロレス）
- ゲスト解説 武藤敬司（武藤およびグレート・ムタが出場しない場合のみ）
- 実況 髙橋大輔